# رفع (نحو)
الرَّفْعُ في النحو وقواعد اللغة العربية هو إحدى حالات الإعراب الأربع، إلى جانب النصب والجر والجزم، وهو كالنصب مختص بالفعل والاسم المعربين. والرفع كباقي حالات الإعراب هو وسيلة تعبيرية لتمييز بعض المعاني عن غيرها، فالرفع هو ما يميز الفاعلية عن المفعولية في قولنا: قرأ سعيدٌ كتابًا، وهذا ما يعطي اللغة العربية مرونتها مادامت كل كلمة تحمل علامتها الإعرابية.
علامة الرفع الأصلية هي الضمة ويمكن أن ينوب عنها حروف كالألف في حالة الاسم المثنى، والواو في حالة جمع المذكر السالم والاسماء الخمسة، وثبوت النون في حالة الأفعال الخمسة. وهناك بعض العوامل المعنوية التي ترفع الكلمة، كالابتداء فالمبتدأ إذا تجرد من الاحرف المشبهة والافعال الناقصة رُفع بالابتداء، وأيضاً وقوع الفعل في موقع الاسم فيرفع. والعوامل اللفظية هي عادة ما تبطل العوامل المعنوية فإذا سبق المبتدأ بأحد أخوات إن ينصب بدلاً من أن يرفع.

## التسمية
كثيرٌ من الروايات تنسب مصطلح الرفع إلى أبي الأسود الدؤلي الذي يشتبه به كمؤسس علم النحو، وتنسب إليه أيضًا كلًّا من مصطلحات النصب والجر والجزم، ويرفض بعض النحاة والباحثون هذا الرأي ويصفونه بأنه مخالف للعقل والمنطق ويلقون اتهامًا بتحريف كتب أبي الأسود الدؤلي، ويرجعون اتهامهم هذا إلى أنَّه في عهد أبي الأسود النحو كان لا يزال في بداياته ولا يمكن له أن يصل إلى تلك المرحلة، ويشيرون كذلك إلى مؤلفات جاءت بعده ولم تصل إلى مستواه.

## علامات الرفع

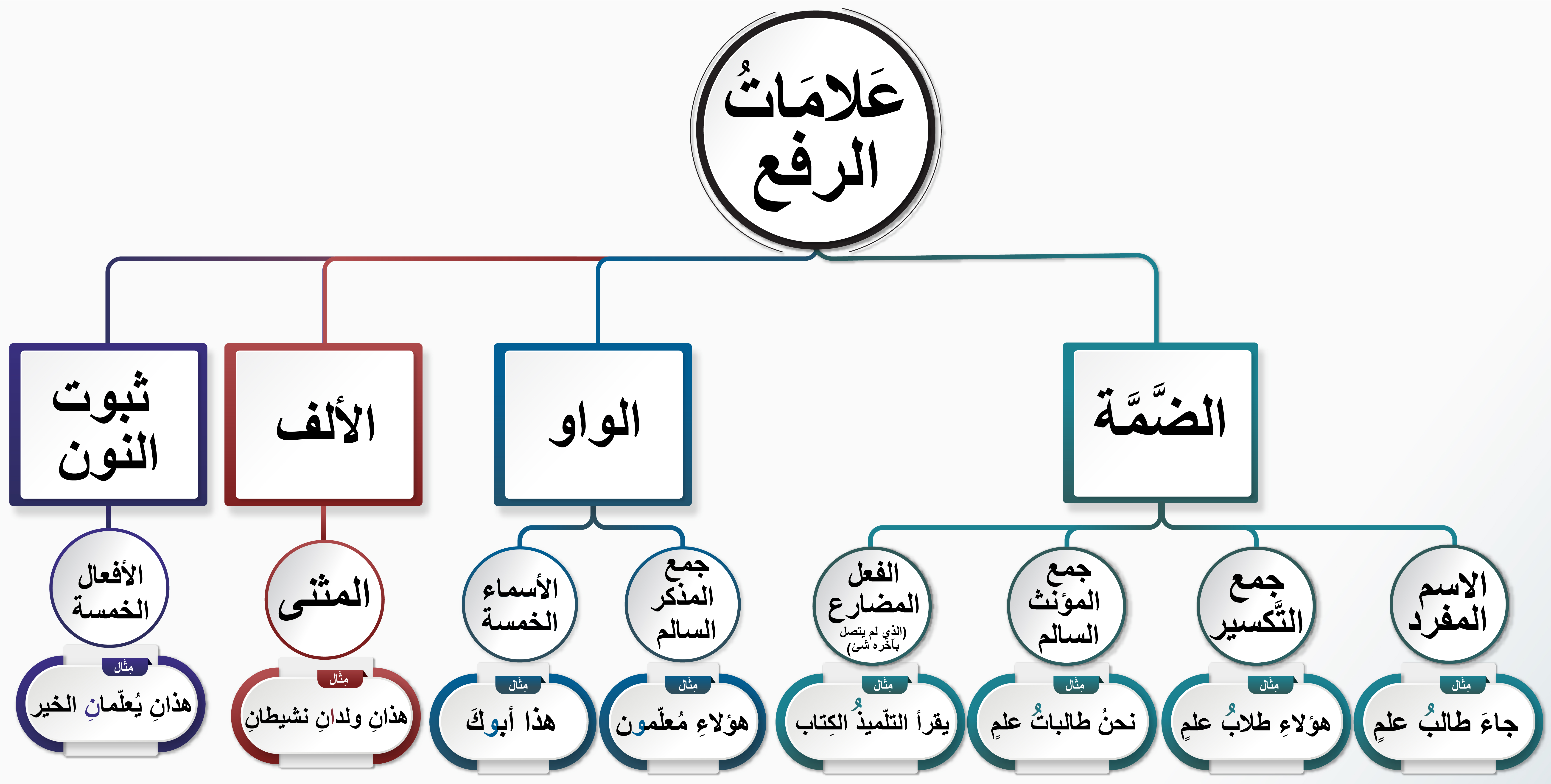
علامات الرفع

### الضمة
الضمة هي الحركة الأصلية للرفع وهي تكون في الاسم المفرد، وجمع التكسير، وجمع المؤنث السالم، والفعل المضارع الذي لم يتصل بآخره شيء. وكلها ترفع بالضمة. ويلاحظ أن الكلمة المعتلة الآخر بالألف أو الياء أو الواو تكون الضمة فيها مقدرة. ونقول في الإعراب مرفوع وعلامة رفعه الضمة. وينوب عن الضمة ثلاثة أحرف هي الواو والألف والنون.

### الألف
يكون حرف الألف علامة للرفع في حالة الاسم المثنى، وهذه الألف ليست جزءًا من الاسم وإنما تُزاد إلى الاسم المفرد للدلالة على التثنية وكعلامة للرفع. وقد لا تكون الألف في المثنى مخصوصة للرفع فقط فلزوم الألف عند المثنى معروف عند بعض العرب، فيُقال قرأت كتابان وأُعجبت بكتابان. وإذا كان المثنى مركبًا تركيبًا إضافيًّا ظهرت علامة الرفع على المضاف ولم تظهر على المضاف إليه مثل عبدا الله.

### الواو
تكون الواو علامة للرفع في حالة جمع المذكر السالم ، وواو الجمع ليست جزءاً من الاسم وإنما تزاد إلى الاسم المفرد للدلالة على الجمع وكعلامة للرفع. وهذا هو الأشهر في رفع الجمع المذكر السالم إلا أن بعض العرب تلزم جمع المذكر السالم الياء وتعربه بعلامات أصلية على النون. وتكون الواو علامة للرفع أيضًا في الأسماء الخمسة، فنقول جاء أخوك. ويشترط في ذلك أن تكون الأسماء الخمسة مفردة فإن ثنيت أو جمعت أُعربت إعراب المثنى أو الجمع، ويجب أيضًا أنْ لا تكون مصغرة فإن صغرت تعرب بالحركات، ويشترط كذلك أن تكون مضافة إلى غير ياء المتكلم فإن لم تكن مضافة أو أُضيفت إلى ياء المتكلم فتعرب بالحركات أيضاً.

### ثبوت النون
يكون ثبوت النون علامة للرفع في حالة الأفعال الخمسة أي في حالة اتصال الفعل المضارع بضمير تثنية أو واو جماعة أو ياء التأنيث المخاطبة.

## مواضع الرفع
مواضع الرفع 21 موضعاً:

### الرفع في الأسماء

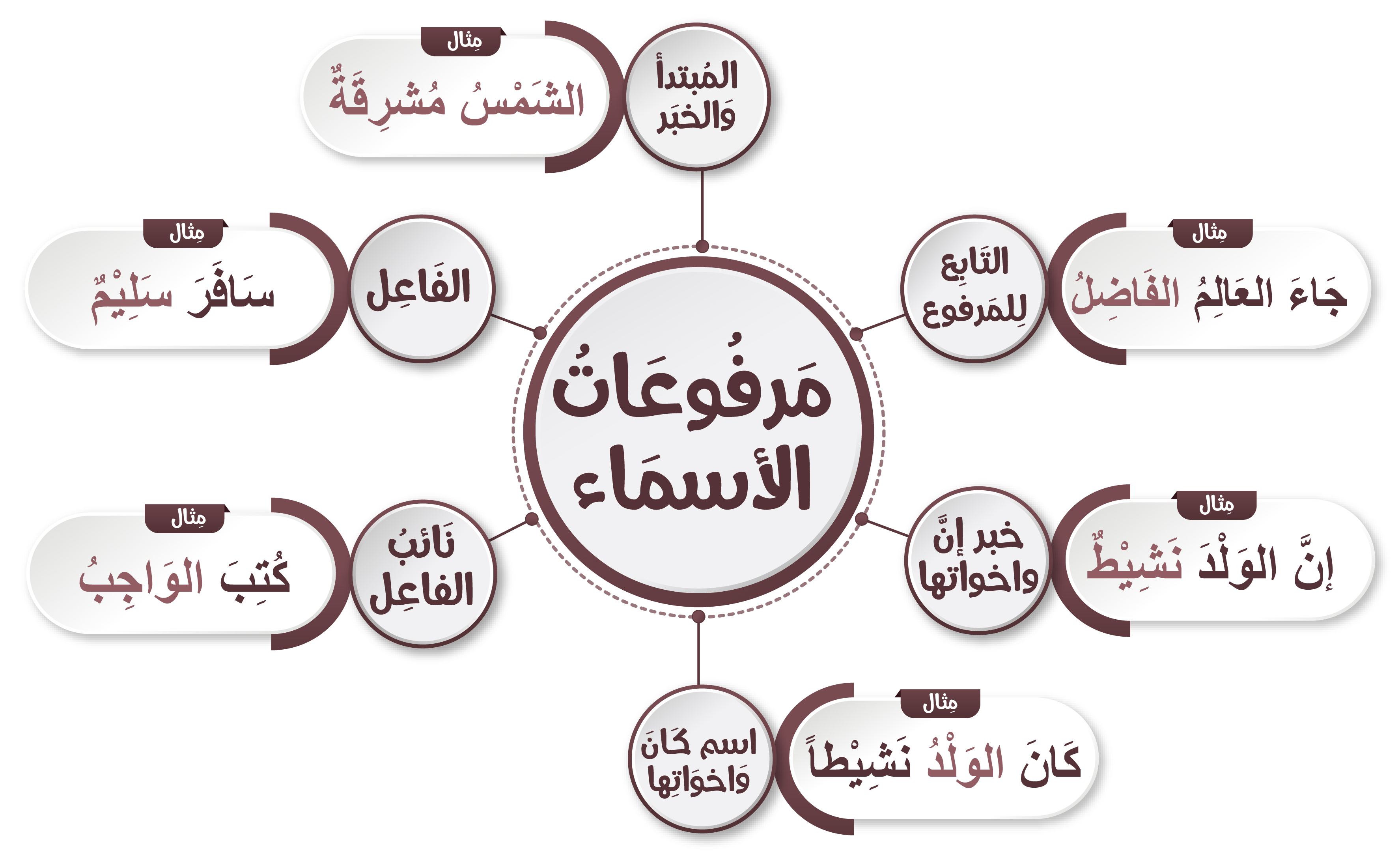
الاسماء المرفوعة

مرفوعات الأسماء هِيَ: الفاعل، وَالمفعول الذي لم يسم فاعله (نائب الفاعل)، وَالمبتدأ، وَخبره، وَاسم "كان" وَأَخَوَاتِهَا، وَخبر إِن وأخواتها، وَالتَّابِعُ لِلْمَرْفُوعِ، وَهُوَ أَرْبَعَةُ أَشْيَاءَ اَلنَّعْتُ، وَالْعَطْفُ، وَالتَّوْكِيدُ، وَالْبَدَلُ .

#### الفاعل
الفاعل يجب رفعه، إلا أنه في بعض الحالات يأتي مجرورًا بحرف جر زائد أو مجرورًا بمصدر.

### الرفع في الأفعال
الفعل الماضي والأمر ملازمان للبناء دائمًا، فلا يرفعان إطلاقًا. ولا يرفع من الأفعال سوى الفعل المضارع وذلك عند تجرده من النواصب والجوازم، فالتجرد هو العامل المعنوي الذي أوجب رفع المضارع.